# Fritz Engel (Theaterkritiker)
Fritz Engel (* 16. Februar 1867 in Breslau, Provinz Schlesien, Königreich Preußen; † 3. Februar 1935 in Berlin, Deutsches Reich) war ein Theaterkritiker und Publizist in Berlin.

## Leben
Fritz Engel stammte aus einer jüdischen Familie. Der Vater Michael Abraham Robert Engel war Kaufmann, die Mutter Nanny, geborene Eger, eine Enkelin des bedeutenden Rabbi Akiba Eger. Der Schriftsteller Georg Engel war ein Cousin.
Fritz Engel studierte in München und Berlin Literatur. 1890 begann er, für das Berliner Tageblatt zu schreiben, vor allem als Theaterkritiker. 1910 musste er Paul Schlenther die Position des ersten  Theaterkritikers überlassen, die er 1916 nach dessen Weggang zurückerhielt. Seit 1919 war Alfred Kerr auf dieser Stelle.
1933 wurde Fritz Engel als Mitarbeiter des Berliner Tageblatts nach 43-jähriger Tätigkeit entlassen. Danach schrieb er für einige jüdische Zeitungen.
Fritz Engel gründete 1911 mit Richard Dehmel die Kleist-Stiftung. Diese vergab  den Kleist-Preis als wichtigste literarische Auszeichnung ihrer Zeit. Er war deren Vorsitzender bis zur Auflösung 1933. Fritz Engel war auch stellvertretender Vorsitzender der  Goethe-Gesellschaft, Mitglied der Film-Oberprüfstelle (bis 1933), des Vereins Berliner Presse, der Schiller-Stiftung, des Vorstands des Central-Vereins deutscher Staatsbürger jüdischen Glaubens und weiterer Organisationen.
Fritz Engel war ein wichtiger Theaterkritiker seiner Zeit in Berlin. Er bemühte sich besonders um die Förderung moderner zeitgenössischer Dramatik. Bei Schauspielern und anderen Theaterleuten war er angesehen, weil er zurückhaltender wertete als andere Theaterkritiker. Kritik ist keine Guillotine. Kritik ist eine Waage.

## Publikationen
Fritz Engel verfasste zahlreiche Artikel für das Berliner Tageblatt, vor allem Theaterkritiken. Daneben schrieb er auch für andere Zeitungen, wie die Jüdisch-liberale Zeitung und die Central-Verein-Zeitung. Er veröffentlichte dazu einige Bücher, vor allem in der Reihe Schneiders Bühnenführer.
Schneiders Bühnenführer
- Bernard Shaw und seine besten Bühnenwerke, eine Einführung, Berlin 1921
- Rolf Lauckner und seine Bühnenwerke, eine Einführung, 1921
- Oscar Wilde und seine besten Bühnenwerke, eine Einführung, Berlin, Leipzig 1922
- Shakespeare und seine Bühnenwerke, eine Einführung, 1922
- Fritz von Unruh und seine besten Bühnenwerke, 1922

Weitere Publikationen
- Berliner Theaterwinter, Eigenbrödler Verlag Berlin, 1927, mit Hans Böhm, ein Aufsatz
- Jakob Wassermann. Gestalt und Werk des Dichters, in  Central-Verein-Zeitung, 1934

## Hörspiele
- 1926: Gotthold Ephraim Lessing: Das deutsche Lustspiel bis Lessing: Minna von Barnhelm (Kommentar) – Regie: Alfred Braun (Sendespiel (Hörspielbearbeitung) – Funk-Stunde Berlin, Sendespielbühne – Abteilung: Schauspiel)
- 1926: Heinrich von Kleist: Robert Guiskard. Ein Fragment (Kommentar) – Regie: Alfred Braun (Sendespiel (Hörspielbearbeitung) – Funk-Stunde Berlin, Sendespielbühne – Abteilung: Schauspiel)